# Boulay-les-Ifs
Boulay-les-Ifs è un comune francese di 163 abitanti situato nel dipartimento della Mayenne nella regione dei Paesi della Loira.

## Società

### Evoluzione demografica
Abitanti censiti